# 망누스 칼손 (1973년)
망누스 칼손(스웨덴어: Magnus Karlsson, 1973년 11월 26일 ~ )은 스웨덴의 기타리스트, 송라이터, 음악 프로듀서이다. 2008년부터 프라이멀 피어에서 기타리스트와 키보디스트를 맡고 있다.

## 음반

### 프리폴 프로젝트
- Free Fall (2013)
- Kingdom of Rock (2015)
- We Are The Night (2020)